# 2302 Florya

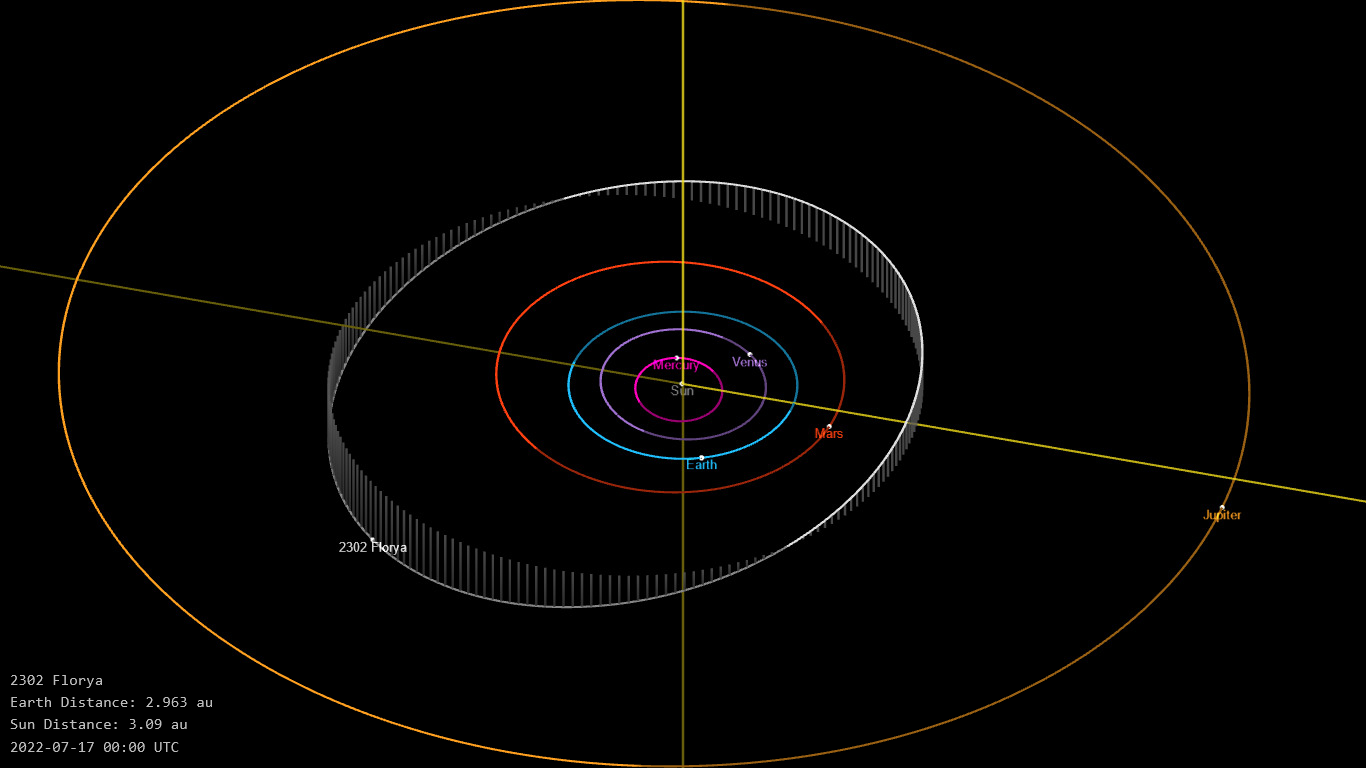

2302 Florya è un asteroide della fascia principale. Scoperto nel 1972, presenta un'orbita caratterizzata da un semiasse maggiore pari a 2,6456676 UA e da un'eccentricità di 0,1951000, inclinata di 12,07537° rispetto all'eclittica.
L'asteroide è dedicato all'astronomo russo Nikolaj Fedorovič Florja.